# Glenorie
Glenorie är en del av en befolkad plats i Australien. Den ligger i kommunen Hornsby Shire och delstaten New South Wales, i den sydöstra delen av landet, omkring 34 kilometer nordväst om delstatshuvudstaden Sydney. Antalet invånare är 3 360.
Runt Glenorie är det tätbefolkat, med 331 invånare per kvadratkilometer.. Närmaste större samhälle är Hornsby, omkring 14 kilometer sydost om Glenorie. 
I omgivningarna runt Glenorie växer huvudsakligen savannskog. Genomsnittlig årsnederbörd är 1 380 millimeter. Den regnigaste månaden är februari, med i genomsnitt 200 mm nederbörd, och den torraste är juli, med 36 mm nederbörd.